# デビルサンド
デビルサンドはゆで卵とタルタルソースを主な具材としたサンドイッチ。

## 概要
東京都港区のベーカリー「3206（サンニイ・ゼロロク）」が発祥とされる。このサンドイッチは高カロリーであるが、ダイエット中でも我慢できなくなり食べてしまうような悪魔的な料理であることから名づけられている。
使用するゆで卵の量が多いのも特徴で、木村幸子のレシピでは食パン2枚にゆで卵6個を挟むサンドイッチとなっている。